# موتور عشایری محمدصفی نتاج
موتور عشایری محمدصفی نتاج یک منطقهٔ مسکونی در ایران است که در دهستان ارزوئیه واقع شده‌است. موتور عشایری محمدصفی نتاج ۵۵ نفر جمعیت دارد.